# Sant'Anna al Laterano
Sant'Anna al Laterano ou Igreja de Santa Ana no Laterano é uma igreja de Roma, Itália, localizada na Via Merulana, no rione Monti.

## História
A igreja pertence à Congregação dos Filhos de Santa Ana, que mantém ali a sua cúria geral. Construída no século XIX, foi consagrada em 1887 e passou por renovações em 1927. A igreja preserva em seu interior o túmulo da fundadora da ordem, a irmã Ana Rosa Gattorno, morreu no convento vizinho em 6 de maio de 1900.

## Decoração
A fachada é em estilo neo-renascentista. O interior tem uma nave única, iluminada por um grande vitral no teto, que substituiu um afresco do século XIX da "Coroação da Virgem Maria", composto por seis painéis arrumados no formato de uma cruz, no centro da qual está a "Crucificação".
Na época de Armellini, a igreja tinha sete altares:
| “ | Os da esquerda são dedicados a São Francisco de Paula, Nossa Senhora de Lourdes e ao Salvador; os da direita, a São Francisco de Assis, Santa Ana e São Miguel Arcanjo. O altar de Nossa Senhora de Lourdes está localizado no fundo de uma pequena gruta; à direita da entrada está a imagem da Imaculada Conceição e, à esquerda, está a fonte de água milagrosa. | ” |

## Galeria

Imagens da igreja
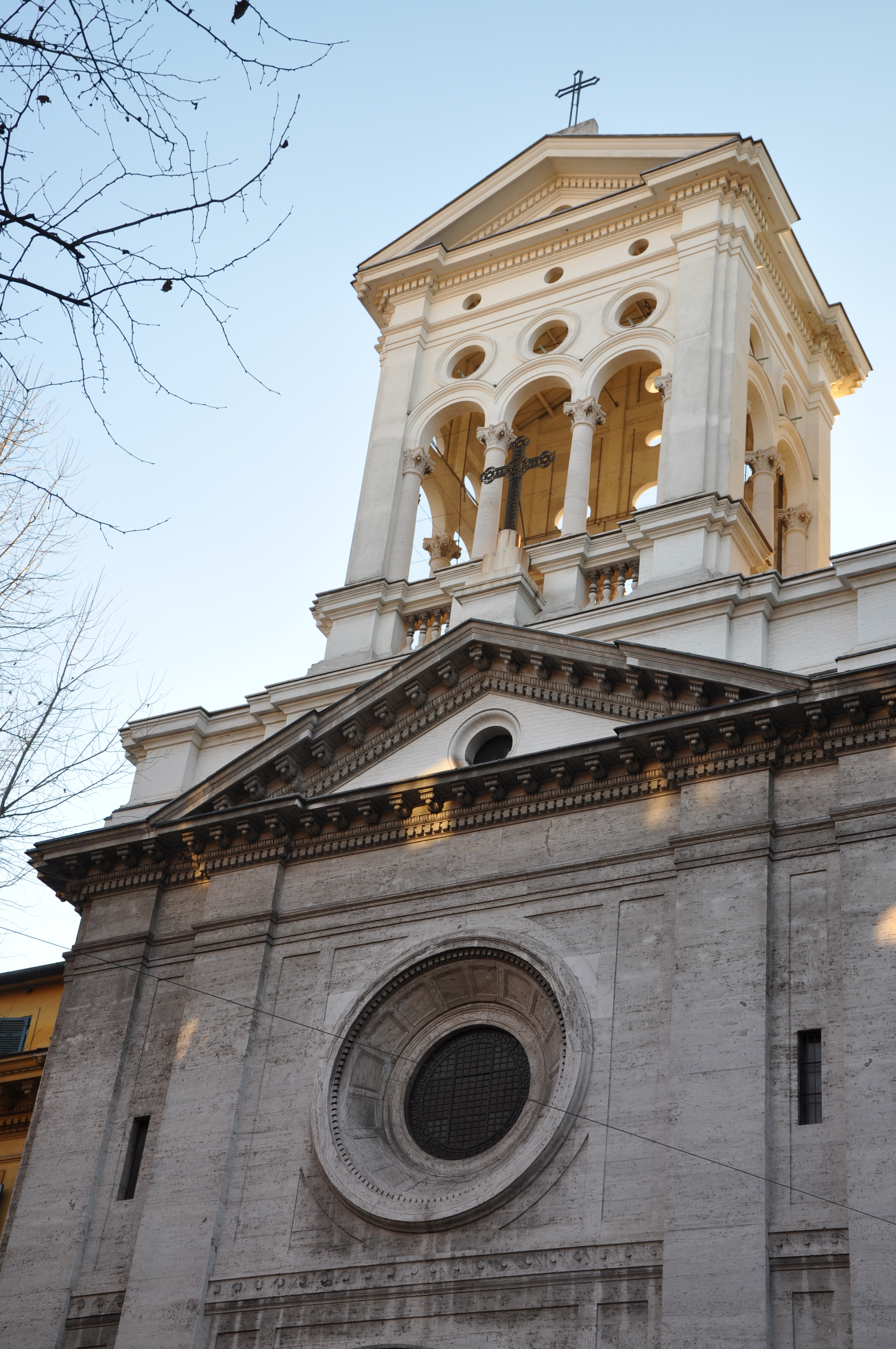
Vista da torre sineira.
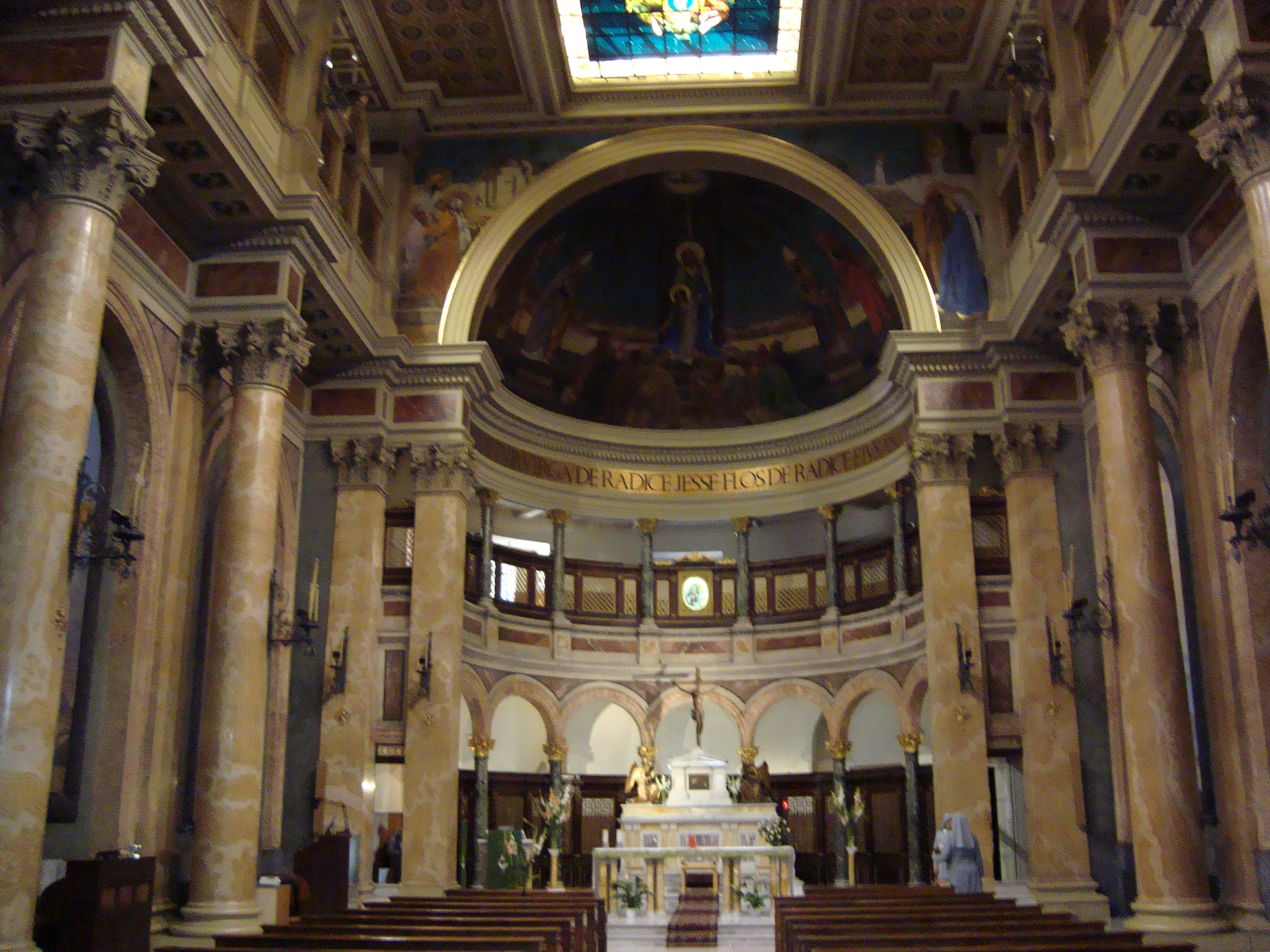
Interior da igreja.
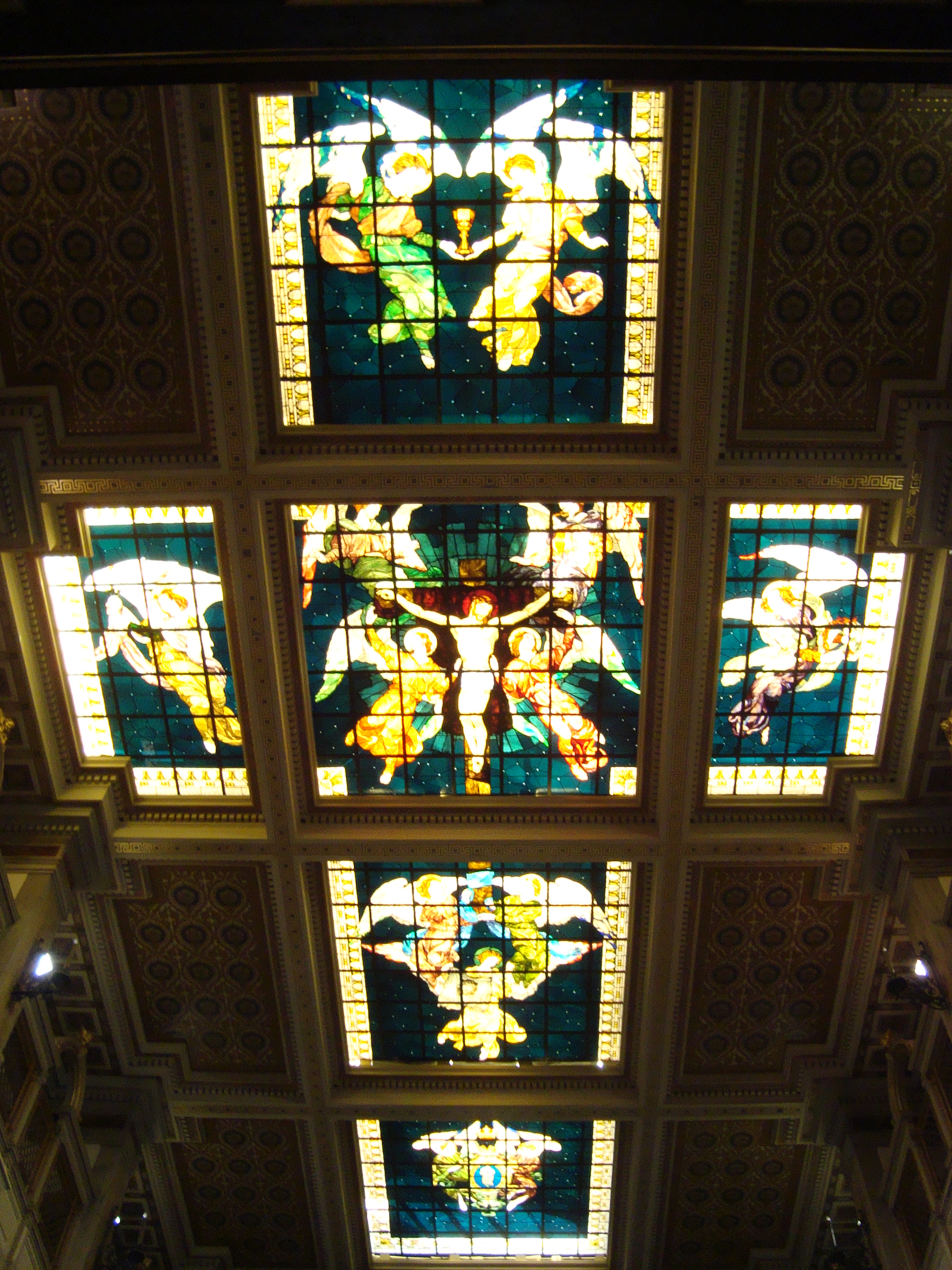
Vitral no teto da igreja.